# Metioche fascithorax
Metioche fascithorax är en insektsart som beskrevs av Lucien Chopard 1929. Metioche fascithorax ingår i släktet Metioche och familjen syrsor. Inga underarter finns listade i Catalogue of Life.